# Точно ртуть алоэ
«Точно ртуть алоэ» — третий студийный альбом рок-группы «Мумий Тролль». Релиз альбома состоялся 5 февраля 2000 года.
Наше радио отказалось ротировать альбом, кроме песни «Невеста?», так как к тому моменту этот альбом уже был в ротации на радио MAXIMUM.
Альбом содержит четыре суперхита, к каждому из которых, а также к песне «Клубничная», сняты клипы: «Карнавала. Нет», «Моя Певица», «Невеста?» и «Без Обмана». В поддержку альбома были проведены Ртуть Алоэ Тур (февраль 2000 — апрель 2001) и Без Обмана. Тур (вторая часть Ртуть Алоэ Тура, начавшаяся 28 сентября 2000).

## Предыстория и запись альбома
21 ноября 1997 года был издан второй альбом группы «Мумий Тролль» Икра, после чего группа отправилась в большой гастрольный тур «Так Надо». Тур длился с октября 1997 года по 28 декабря 1998 года с перерывами в январе и апреле 1998 года.
27 января 1998 года был снят клип на песню «Дельфины».
В апреле 1998 года группа записывала двойной альбом «Шамора. Правда о Мумиях и Троллях». Релиз первой части «Шаморы» состоялся 28 июля, вторая часть вышла 5 августа. «Мумий Тролль» не считает «Шамору» студийным альбомом, так как «Шамора» — это собрание старых песен группы, записанных в период с 1983 по 1990 год. Песни с «Шаморы» были запечатлены на магнитоальбомах Новая Луна Апреля (1985 год), Делай Ю Ю (1990 год), демозаписях «Сайонара» (1986 год) или исполнялись на концертах.
1 декабря 1998 года вышел макси-сингл «С Новым Годом, Крошка!». В нём содержались 10 треков: студийная и концертная версия песни «С Новым Годом, Крошка!» и 8 ремиксов на уже вышедшие песни.
В мае 1999 года «Мумий Тролль» подготовил демозаписи для следующего студийного альбома.
8 ноября 1999 года состоялся релиз сингла «Невеста?», изданного в двух версиях. Клип на песню был снят в октябре.
31 декабря вышел второй сингл — «Карнавала. Нет». Клип на песню был снят в конце декабря, а 16 января 2000 года состоялась его премьера на ТВ.

## Релиз и продвижение
Релиз альбома состоялся 5 февраля, после чего группа отправилась в Ртуть Алоэ Тур по России и зарубежью.
В начале апреля был снят клип на песню «Без Обмана», его премьера состоялась 10 июля на канале MTV Россия. 8 апреля в Санкт-Петербурге на церемонии награждения премией журнала FUZZ по итогам 1999 года группа Мумий Тролль получила приз в номинации «Лучший клип года» за клип «Невеста?», а также приз за Лучший Музыкальный Сайт Года, которым и был назван сайт группы.
19 мая состоялся релиз третьего сингла в поддержку альбома — «Без Обмана». Сингл вышел как приложение к очередному номеру журнала «Неон», посвящённому группе полностью. Релиз сингла на CD состоялся позже — 24 июля, с изменённым трек-листом.
В начале сентября на экранах ТВ появился новый клип на песню «Клубничная», снятый на выступлении группы на фестивале Максидром. 28 сентября начался Без Обмана. Тур группы.
24-27 октября в Праге был снят клип на песню «Моя Певица».
25 ноября в Москве в Гостином Дворе состоялся Необыкновенный концерт Мумий Тролля, в котором приняли участие не только музыканты группы, но и ряд приглашенных музыкантов — симфонический оркестр «Глобалис», диджеи Moscow Grooves Institute, Олеся Ляшенко и Катя Шалаева на бэк-вокале, Сергей Мазаев, группа Факты из Риги и другие.
20 декабря вышел четвёртый сингл с альбома — «Моя Певица».
3 января 2001 года на канале MTV Россия состоялась премьера клипа «Моя Певица», а в конце января группа снова отправилась в тур, продлившийся до начала апреля. За время тура группа дала 150 концертов на территории бывшего СССР и зарубежья. Последний концерт тура состоялся 3 апреля в Москве, в СК «Олимпийский».
Во второй половине февраля группа побывала в Германии, где записала первую песню для следующего альбома Меамуры. Ею стала песня «Обещания», записанная также на английском языке под названием «Lady Alpine Blue». С последней группа выступит на Евровидении 2001.
В марте 2020 года группа объявила о лимитированном (300 экземпляров) переиздании альбома на виниле. На пластинке отсутствует песня «Невеста?» — она будет выпущена позже, на отдельном виниле, вместе с другими би-сайдами альбома.

## Сюжеты клипов
На песни с альбома было снято 5 клипов.
Клип «Невеста?», снятый режиссёром Виктором Вилксом — не сразу понятое зрителями творение в мультяшно-игровом стиле поп-арта с применением новейших технологий 90-х, позже получившее не одну российскую музыкальную премию и самые восторженные отзывы как критиков, так и зрителей.
Рок-боевик «Карнавала.нет» по замыслу режиссёра Андрея Кузнецова, воплотил в себе связь между прошлым и будущим — персонажи всех прошлых клипов МТ сошлись вместе на одном большом Карнавале.
У клипа на песню «Без Обмана» непростой сюжет, построенный на рекламе некоего нового парфюма «Ртуть Алоэ Nо10». В клипе появляются летающие трактора с системой управления Джойстик, центр парфюмерной корпорации — уходящий в небеса «Ртуть Алоэ Билдинг», красавицы-модели и сами музыканты в ковбойских шляпах.
Концертное видео на песню «Клубничная», снятое на фестивале «Максидром» Антоном Борматовым в мае 2000 — стало для поклонников группы прекрасной возможностью окунуться в океан эмоций огромного бушующего «Олимпийского».
Пятый клип на трагическую песню «Моя Певица» снят в Праге Павлом Руминовым. В этом видео главного героя в исполнении Ильи Лагутенко пытаются казнить на гильотине за дело рокапопса, но клип завершается счастливым концом.

## Список композиций
Все песни написаны Ильёй Лагутенко.
| №                   | Название            | Длительность |
| ------------------- | ------------------- | ------------ |
| 1.                  | «Карнавала.нет»     | 3:11         |
| 2.                  | «Не очень»          | 4:00         |
| 3.                  | «Скорее и быстро»   | 3:08         |
| 4.                  | «Моя певица»        | 4:10         |
| 5.                  | «Северный полюс»    | 3:40         |
| 6.                  | «Невеста?»          | 3:56         |
| 7.                  | «Жабры»             | 3:33         |
| 8.                  | «Клубничная»        | 2:37         |
| 9.                  | «Сны»               | 3:59         |
| 10.                 | «Без обмана»        | 3:23         |
| 11.                 | «Ему не взять тебя» | 4:52         |
| 12.                 | «Тише»              | 3:04         |
| 13.                 | «Случайности»       | 3:34         |
| Общая длительность: | Общая длительность: | 47:10        |

## Участники записи
Мумий Тролль
- Илья Лагутенко — вокал, клавишные
- Евгений Звиденный — бас-гитара, клавишные
- Олег Пунгин — ударные, программирование
- Юрий Цалер — гитара, клавишные

## Клипы
1. «Невеста?» (1999)
2. «Карнавала. Нет» (2000)
3. «Без Обмана» (2000)
4. «Клубничная» (2000)
5. «Моя Певица» (2000)

## Интересные факты
Премьера клипа «Карнавала.Нет» была запланирована на новогоднюю ночь 1 января 2000 года на канале ОРТ (сейчас — Первый канал). Однако 31 декабря 1999 года президент России Борис Ельцин объявил о своей отставке и назначил преемником Владимира Путина.
Генеральный директор ОРТ Константин Эрнст посчитал, что песня со словами «Карнавала не будет, карнавала нет, всё утонет в слезах» может быть неправильно истолкована и перенёс премьеру. Позднее клип был выпущен 16 января 2000 года.

## Выходные данные
Все песни — Мумий Тролль / И. Лагутенко.
Студии: Real World, Roundhouse, Rollover, Protocol.
Звукопродукция, запись и сведение: К. Бенди. Мастеринг: Town house.
В записи также принимали участие: Р. Блейк, С. Мёрфи, Чиу Чжен-хуэй, А. Маас, трио x@el.